# Григгс, Джеймс Мэттьюс
Джеймс Мэттьюс Григгс (англ. James Mathews Griggs; 29 марта 1861, Лагранж, Джорджия, США — 5 января 1910, Досон, Джорджия, США) — американский государственный деятель, член Палаты представителей Конгресса США от штата Джорджия (1897—1910).

## Биография
В 1881 г. окончил Пибоди-колледж в Нэшвилле, Теннесси. Затем он некоторое время работал учителем. Затем был принят в адвокатуру в 1883 г. и открыл юридическую практику в Алапахе, штат Джорджия. Одновременно занялся газетным бизнесом. В 1885 году переехал в Доусон, штат Джорджия.
В 1888—1893 гг. — генеральный солиситор судебного округа Патаула. В 1893—1896 гг. — судья судебного округа Патаула.
Являлся членом Демократической партии. В июне 1892 года он был делегатом Национального съезда Демократической партии в Чикаго, где экс-президент Гровер Кливленд был снова выдвинут кандидатом на пост президента.
В 1896 г. был избран в Палату представителей Конгресса США, в его составе оставался до конца жизни. С 1904 по 1908 г. возглавлял Комитет по выборам в Конгресс Демократической партии.
Похоронен на кладбище Сидар-Хилл.